# Gevorkte mot
De gevorkte mot (Schreckensteinia festaliella) is een vlinder uit de familie gevorkte motten (Schreckensteiniidae). De wetenschappelijke naam is voor het eerst geldig gepubliceerd in 1819 door Hübner.
De soort komt voor in Europa.